# 삼별초의 항쟁
삼별초의 항쟁(三別抄抗爭, 1270년 ~ 1273년)은 고려-몽골 전쟁이 끝나고서 삼별초가 원나라 및 고려 조정에 대항해 일으킨 항쟁이다. 고려 조정에 대한 반란의 성격을 강조하는 시각에서는 삼별초의 난(-亂)이라 부르고, 원나라에 대항한 것을 강조할 때는 삼별초의 대몽 항쟁(-對蒙 抗爭)이라 부르기도 한다.

## 배경
삼별초는 봉기하기 전에는 고려 조정의 휘하에 있었다. 원래 삼별초는 최씨 무신정권의 사병 집단이었고 군부독재를 유지하는 역할을 했다. 몽골이 고려를 침략하자 최씨 무신정권은 1232년에 강화도로 천도하고 몽골의 침략에 맞섰다. 하지만 기반이 허약한 고려는 잦은 반란에 직면한다. 반란 중 일부는 평정되었지만, 북부 지역의 반란 무리는 몽골로 이탈하고 그 영토는 몽골 제국에 병합되었다. 최씨 무신정권이 붕괴하고 고려 원종과 원종에 기생한 일단의 문신을 비롯한 신료들은 몽골 제국에 항복하였다. 무신정권에게서 정치권력을 빼앗은 원종은 결국 1270년(원종 11년) 삼별초를 해산하라는 명령을 내렸다. 그러나 배중손이 이끄는 강화도의 삼별초는 몽골 제국 및 몽골에 예속된 고려 원종의 조정에 반기를 들고 봉기하였다.

## 경과
애초 고려 무신정권의 사병 집단이면서 대몽 항쟁에서 선봉에 섰던 삼별초는 고려와 몽골 사이의 강화(講和)와 굴복을 못마땅하게 여겼고, 개경 환도가 발표되자 즉각 반기를 들었다. 삼별초 지유(指諭) 배중손과 야별초(夜別抄) 지유 노영희(盧永禧) 등은 항쟁을 결의하였다. 배중손을 지도자로 추대하고 강화도와 육지 사이의 교통을 끊었으며, 왕족인 승화후(承化侯) 왕온(王溫)을 왕으로 추대하여 관부(官府)를 설치하고 관리를 임명하여 반몽정권(反蒙政權)을 수립했다.
그러나 이탈자가 속출하여 경계가 어렵게 되자 함선 1000여 척을 징발하여 강화도의 재화와 백성을 모두 싣고 강화도를 떠났다. 이후 삼별초는 서해안 요지를 공략하면서 남하하여 진도에 이르렀다. 그곳에 불변하고 오래가는 근거지를 두고 용장사를 행궁으로 삼았다. 그 뒤 용장사 주변에 산성을 쌓고 관아도 세웠으며, 제법 도읍지의 면모를 갖추고 활발하게 움직였고 고려의 유일한 정통 조정이라고 주장했다. 당시 진도와 인근 지역에는 과거 최씨 무신정권이 소유한 농장이 그때까지도 대규모로 존재했다. 또한 경상도와 전라도 지방의 세곡이 수도로 운송되는 길목에 진도가 있었기 때문에 세곡으로 운반되는 식량과 자금을 자체 군량으로 사용할 수 있는 요충지였다.
또한 남해안과 각 도서·나주·장흥에서 동으로는 부산·김해·마산 등까지, 북으로는 전주에까지 출병하여 진압군을 격파하고 위세를 떨쳤으며, 그해 음력 11월에 이르러 삼별초군은 제주도까지 점령하였는 등 1271년 초까지 진압군과의 전투에서 여러 차례 승리하면서 개경 조정을 위협하였다.
그러나 1271년(원종 12년) 음력 5월 진압군이 세 방향(좌군·중군·우군)에서 진도를 침략한다. 삼별초는 진도의 관문인 벽파진에서 중군을 막는 데 주력했지만, 삼별초가 중군을 방어하는 동안 좌군과 우군이 배후와 측면에서 기습하였다. 진도 정권이 수립된 지 9개월 만에 진도는 함락당하였다. 혼란에 빠진 삼별초는 순식간 무너졌고 배중손은 진도 남도진성에서 전사하였다. 그러나 1271년 말, 삼별초의 김통정 장군이 지휘하는 잔여 세력은 탐라로 거점을 옮겨 계속 항쟁하였다. 탐라에서의 삼별초는 처음 1년간 자체 조직 정비와 방어 시설의 구축에 주력하였고 이후 약 반년간 전라도 연안에서 군사 활동을 전개하여 그 세력이 충청도와 경기도 연안까지 확대되었으며, 개경 근처까지 군사 활동을 전개하였다. 그러나 몽골제국과 진압군의 침략으로 1273년 원종 14년 음력 4월 탐라에서 결사 항전하던 삼별초도 무너지고 말았다.

## 결과

### 고려
삼별초의 항쟁은 고려 대몽항전의 최후를 장식한 것으로서 그 후 고려는 14세기 중반까지 원나라의 간섭에 시달렸다. 그러므로 당시 고려 백성 중에서 삼별초를 지지하는 사람들이 많이 생겼다.

### 원나라
몽골은 탐라총관부를 설치하여 1273년부터 1290년까지 탐라를 직할하고 다루가치를 두어 다스렸으며, 1277년(충렬왕 3)에는 목마장을 설치하여 자신들의 마필 수요를 충당했다.

## 평가
오늘날 삼별초의 항쟁은 외세 침략에 완강히 대항한 영웅으로 보기도 하고, 고려 왕조에 대한 무인 사병 집단의 반란으로 보는 시각도 존재한다.
1978년 삼별초의 항쟁을 기리는 기념물이 제주도에 세워졌다. 진도에 있는 용장산성 같은 유적지는 관광지로 유지된다.

## 같이 보기
- 고려-몽골 전쟁
- 탐라총관부